# Хаузен-ам-Тан
Хаузен-ам-Тан (нем. Hausen am Tann) — община в Германии, в земле Баден-Вюртемберг. 
Подчиняется административному округу Тюбинген. Входит в состав района Цоллернальб.  Население составляет 492 человека (на 31 декабря 2010 года). Занимает площадь 8,49 км².